# Jag vet en plats i världens vimmel
Jag vet en plats i världens vimmel är en psalm med text och musik skriven 1952 av Allan Törnberg.

## Publicerad i
- Segertoner 1988 som nr 477 under rubriken "Att leva av tro - Bönen".[1]